# Rötägg
Rötägg är en svensk dramafilm från 1946 i regi av Arne Mattsson. I huvudrollerna ses Stig Olin, Stig Järrel, Marianne Löfgren, Arnold Sjöstrand, Elsie Albiin och Ingrid Backlin.

## Handling
Krister har fuskat i skolan, men hans mor vägrar tro på det. När Krister nästan orsakar en katastrof får hon upp ögonen och lyckas, delvis genom att bluffa, att få in honom på en annan skola i en mindre stad. Krister beslutar sig för att vända upp och ned på idyllen i staden.

## Om filmen
Filmen spelades in i mars–juni 1946 i Centrumateljéerna med exteriörer från Stockholm och Hudiksvall. Den är en pendang och kommentar till filmen Hets, men här ser man en elev som inte har några krav på sig alls.
Filmen, som är tillåten från 15 år, hade premiär den 30 september 1946 i flera svenska städer, i Stockholm på biograf Grand vid Sveavägen. Rötägg har visats på TV3 och vid ett flertal tillfällen i SVT1, bland annat i december 2019.

## Rollista
- Stig Olin – Krister Sundbom
- Stig Järrel – Björn Mander, "Mankan", Kristers klassföreståndare på Granberga
- Marianne Löfgren – Olga Sundbom, generalkonsulinna, Kristers mor
- Arnold Sjöstrand – Bring, rektor på Granberga
- Elsie Albiin – Rosa Langenfeldt, Kristers syster
- Erik "Bullen" Berglund – Hacksén, lektor på Granberga
- Ingrid Backlin – Vera, flicka på raksalong
- Ingemar Pallin – Bengt Ekner, Kristers klasskamrat
- Harriett Philipson – Birgitta Mander, Björn Manders dotter
- Gunnar Björnstrand – doktor Bertil Langenfeldt, skolläkare, Rosas man
- Börje Mellvig – Furustam, adjunkt på Granberga
- Bengt Logardt – Åke Holm, löjtnant och idrottsledare på Granberga
- Tord Stål – lektor Harry Helander, Kristers klassföreståndare på Södra Elementar
- Carl Hagman – skolvaktmästare på Granberga
- Signe Wirff – Hanna, Sundboms hembiträde
- Julia Cæsar – Veras hyrestant
- Kurt Willbing – Svenne, Kristers klasskamrat
- Ragnar Planthaber – Putte Enkvist, Kristers klasskamrat
- Bo Wärff – Viktor "Vicke" Hall, kallas Giraffen, Kristers klasskamrat
- Bengt Carenborg – Kalle Svensson, Kristers klasskamrat
- Carl-Olof Ek – Person, Kristers klasskamrat
- Ivar Kåge – John Sundbom, Kristers far
- Birger Åsander – ena biljardspelaren
- Edvard Danielsson – andra biljardspelaren
- Magnus Kesster – ena polisen vid branden
- Ivar Wahlgren – andra polisen vid branden
- Nils Dahlgren – poliskommissarie Gustafsson
- Bertil Berglund – Andersson, frisör
- Astrid Bodin – kokerska i restaurangkök
- Mimi Nelson – servitris på restaurang
- Eric Gustafson – källarmästare på restaurang
- Stina Hedberg – dam i välgörenhetskommitté
- Agda Helin – dam i välgörenhetskommitté
- Mary Gräber – Rosalie, dam i välgörenhetskommitté
- Per-Axel Arosenius – lärare på kollegiemöte
- Nils Ekman – lärare på kollegiemöte
- Elsie Carlson – Kristers flickvän i Stockholm
- Ulla Kihlberg – stand in vid branden

## Musik i filmen
- Ja, må han leva!, instrumental
- Bella figlia dell'amore, ur Rigoletto, musik Giuseppe Verdi, visslas av Stig Olin
- Jag lyfter mina händer, musik Melchior Techner, svensk text Jakob Arrhenius, Jesper Swedberg